# Thräna (Hohendubrau)
Thräna (obersorbisch Drěnowⓘ) ist ein Ortsteil der ostsächsischen Gemeinde Hohendubrau im Landkreis Görlitz in der Oberlausitz.

## Geographie
Als östlichster Ortsteil der Gemeinde liegt Thräna an der Straße von Groß Radisch nach Diehsa. Nordwestlich des Waldhufendorfes erhebt sich die Hohe Dubrau.

## Geschichte

### Ortsgeschichte
Urkundlich erstmals erwähnt wurde Trahnow 1380 in einem böhmischen Lehnsregister. Im Kampf gegen die Hussiten hatten Thräna und der Nachbarort Jerchwitz einen Wagen und einen Hauptmann zu stellen.
Seit der zweiten Hälfte des 17. Jahrhunderts gehörte der Ort zum Rittergut Maltitz.
Jerchwitz wurde 1928 nach Thräna eingemeindet. Im Zuge der Germanisierungspolitik in der NS-Zeit wurde Thräna 1936 in Stiftwiese umbenannt. Am 1. April 1938 wurde die Gemeinde in Groß Radisch eingegliedert, in dessen Kirche Thräna sicherlich schon in vorreformatorischer Zeit gepfarrt war.
Nach dem Zweiten Weltkrieg erhielt der Ort 1947 formal seinen alten Namen zurück.
Sowohl im preußischen Landkreis Rothenburg (Ob. Laus.) wie auch ab 1952 im Kreis Niesky verlief südlich von Thräna die Kreisgrenze zum Landkreis Görlitz beziehungsweise Kreis Görlitz-Land. Durch die sächsische Kreisreform verschwand diese Kreisgrenze am 1. August 1994 mit der Bildung des Niederschlesischen Oberlausitzkreises.
Durch den Zusammenschluss der Gemeinden Gebelzig, Groß Radisch und Weigersdorf am 1. Juli 1995 wurde Thräna ein Ortsteil der neu gebildeten Gemeinde Hohendubrau. Seit einer erneuten Kreisreform am 1. August 2008 liegt Thräna im Landkreis Görlitz.

### Bevölkerungsentwicklung
| Jahr                           | Einwohner |
| ------------------------------ | --------- |
| 1825                           | 138       |
| 1863                           | 217       |
| 1871                           | 208       |
| 1885                           | 170       |
| 1905                           | 142       |
| 1925                           | 194       |
| 1999                           | 80        |
| 2008                           | 75        |
| 2014                           | 77        |
| kursiv: zusammen mit Jerchwitz |           |

Bei der Landesexamination im Jahr 1777 wurden für Thräna sechs besessene Mann, drei Gärtner und vier Häusler gemeldet.
Zur Mitte des 19. Jahrhunderts stieg die Einwohnerzahl von 138 (1825) auf über 200 an, jedoch ist bereits um die Reichsgründung ein starker Rückgang festzustellen, so dass 1905 mit 142 Einwohnern nur 4 mehr als 80 Jahre zuvor gezählt wurden. Durch die Eingemeindung von Jerchwitz stieg die Einwohnerzahl in der Zwischenkriegszeit noch einmal auf fast 200 an.
Gegen Ende des 20. und Anfang des 21. Jahrhunderts liegt die Einwohnerzahl bei etwa 80.

### Sprache
Für seine Statistik über die sorbische Bevölkerung in der Oberlausitz ermittelte Arnošt Muka in den achtziger Jahren des 19. Jahrhunderts eine Bevölkerungszahl von 195, darunter 155 Sorben (79 %) und 40 Deutsche. Thräna lag jedoch damals schon am äußersten Rand des Sprachgebietes, sodass der Sprachwechsel zum Deutschen bis Mitte des 20. Jahrhunderts weitgehend abgeschlossen war. Ernst Tschernik zählte 1956 in der gesamten Gemeinde Groß Radisch, zu der Thräna mittlerweile gehörte, nur noch 15 sorbischsprachige Einwohner, darunter einen einzigen Jugendlichen.

### Ortsname
Urkundliche Erwähnungen des Ortsnamens sind unter anderem Trahnow (1380), Drenaw (1400), Tränaw (1658), Trehna (1759), Drähna (1791) und Thräna (1831). Als sorbische Varianten des Namens sind Drjenow (1800) und Drjenjow (1843) überliefert, die Verschiebung von -je- zu -ě- scheint jüngeren Datums zu sein und ist 1959 belegbar.
Wie bei Drehna nahe Uhyst (sorbisch Tranje) leitet sich der Name wahrscheinlich vom altsorbischen drěn ‘Hartriegel, Kornelkirsche’ ab. Beiden Orten ist auch gemein, dass sie 1936 mit Stiftswiese (Thräna) und Grünhain (Drehna) neue deutsche Namen bekamen, die nach dem Ende der nationalsozialistischen Herrschaft wieder abgeschafft wurden.